# サイエンス (企業)
株式会社サイエンスは、大阪府大阪市淀川区に本社を、東京都千代田区に東京本店を置く、日本の住宅設備メーカー。

## 企業概要
「ファインバブル専業メーカー」を標榜し、主にマイクロバブル発生機能付きの家庭用浄水器、キッチン水栓、浴室用シャワーヘッド、浴槽などを製造・販売する。
2007年8月、サイエンストレーディングとして設立、2008年4月、現社名へ変更。
設立当時より、家庭用浄水器「サイエンスウォーターシステム」を発売。2008年9月にマイクロバブル発生機能付き浴槽「マイクロバブル入浴装置」を発売。以降、マイクロバブル発生機能付きの浴槽・キッチン水栓・浴室用シャワーヘッドの製造に注力する。2015年10月にマイクロバブル発生機能付き浴槽「マイクロバブルトルネード」（2010年5月発売）がファインバブル産業会が管理する「ファインバブル製品登録制度　第一号認定製品」として登録された。
2018年、マイクロバブル発生機能付きの浴室用シャワーヘッド「ミラブル」を発売。以降「ミラブル」ブランドを冠した浴室用シャワーヘッド（「ミラブルplus」）・キッチン水栓（ミラブルキッチン）、浴槽「ミラバス」の製造を手掛ける。
2025年大阪・関西万博に向け、1970年の大阪万博で展示されたサンヨー（三洋電機・現パナソニック）製の人間洗濯機をアップデートした「人間洗濯機」を開発、現在展示中。この開発には当時の開発者も携わっている。

## 主な製品

### 家庭用浄水器（セントラル型浄活水装置）
- サイエンスウォーターシステム

### シャワーヘッド
- ナノシャワー
- ミラブル
- ミラブルplus

- ミラブルplus（ハローキティバージョン）

- ミラブルzero
- ミラブル爽（さら）
- ミラブル潤（うる）
- ミラブル艶（つや）

### 浴槽
- マイクロバブルトルネード
- ミラバス

#### 浴槽オプション製品
- ミラバスガーディアン - 見守りセンサー、連絡機能、強制排水機能を備えた（ライフケアビジョンとの共同開発）[4]
- ミラバスビジョン - 浴室用テレビジョン受信機（タカラレーベンとの共同開発）[4]

### ポータブルマイクロバブル発生器（マイクロバブル入浴装置（マイクロイオニー非搭載型））
- どこでもミラバス

### キッチン水栓
- ミラブルキッチン
- ミラブルプロダイナー

### ウルトラファインバブル生成スプレー
- ミラブルケア

## 広告活動

### CMキャラクター・出演者
- 久保葵（2018年 ～ ）
- 森山美波（2024年7月 ～ ）
- 門脇伶奈（2024年7月 ～ ）
- 下地島シマコ（2024年7月 ～ ）
- アンミカ（2024年11月 ～ ）